# リピタ

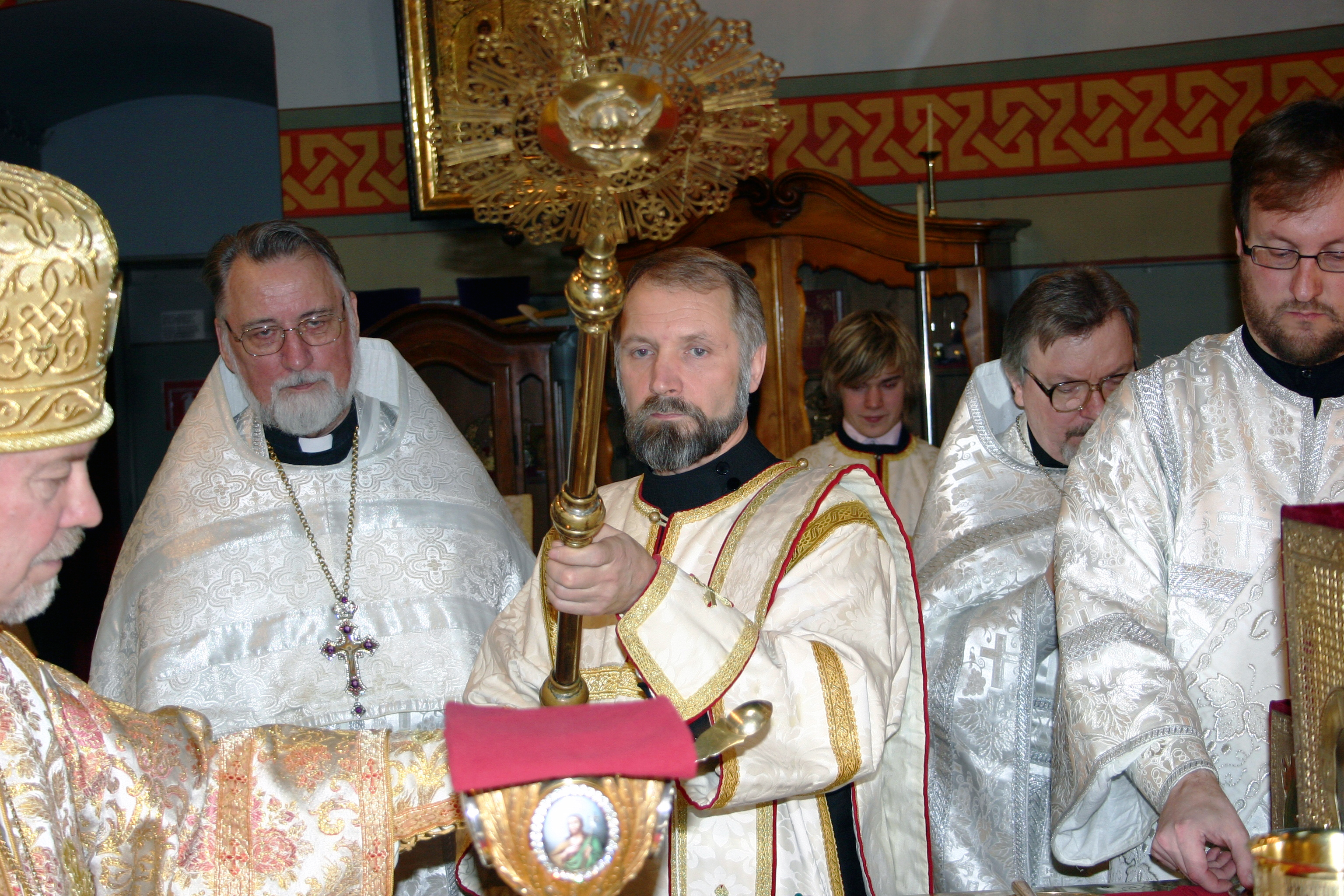
フィンランド正教会での輔祭叙聖直後の光景。リピタを聖体の上に掲げている。

リピタ（ギリシア語: ριπιδιον, ロシア語: Рипида）は、正教会の奉神礼において用いられる扇状の祭具。ロシア語からそのまま転写すれば「リピーダ」が近いが、日本正教会では慣用的に「リピタ」と転写されている。明治時代の文献においては「聖扇」との表記が見られるが、こんにちの日本正教会ではこの語はほとんど用いられない。

## 概要

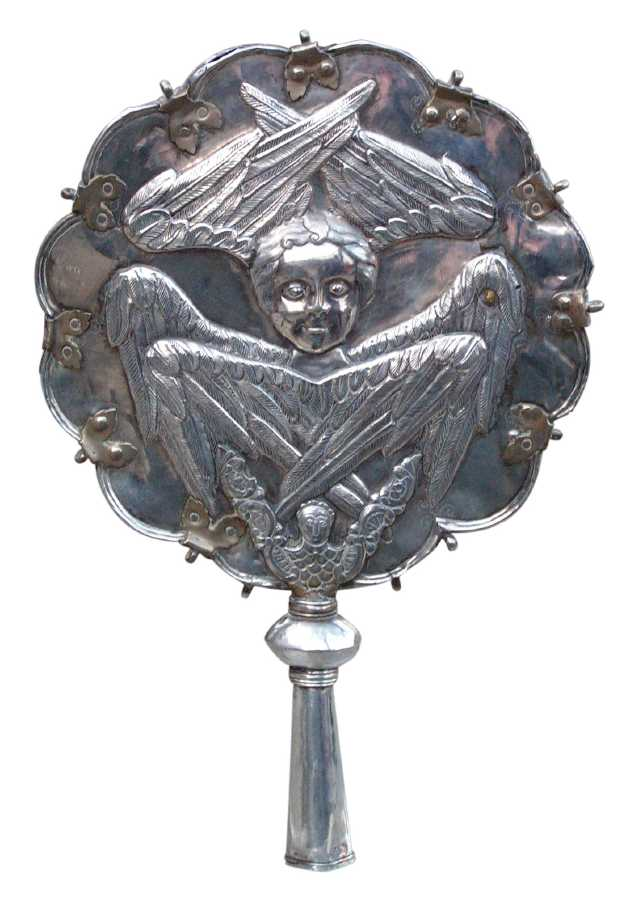
リピタの先端部の例

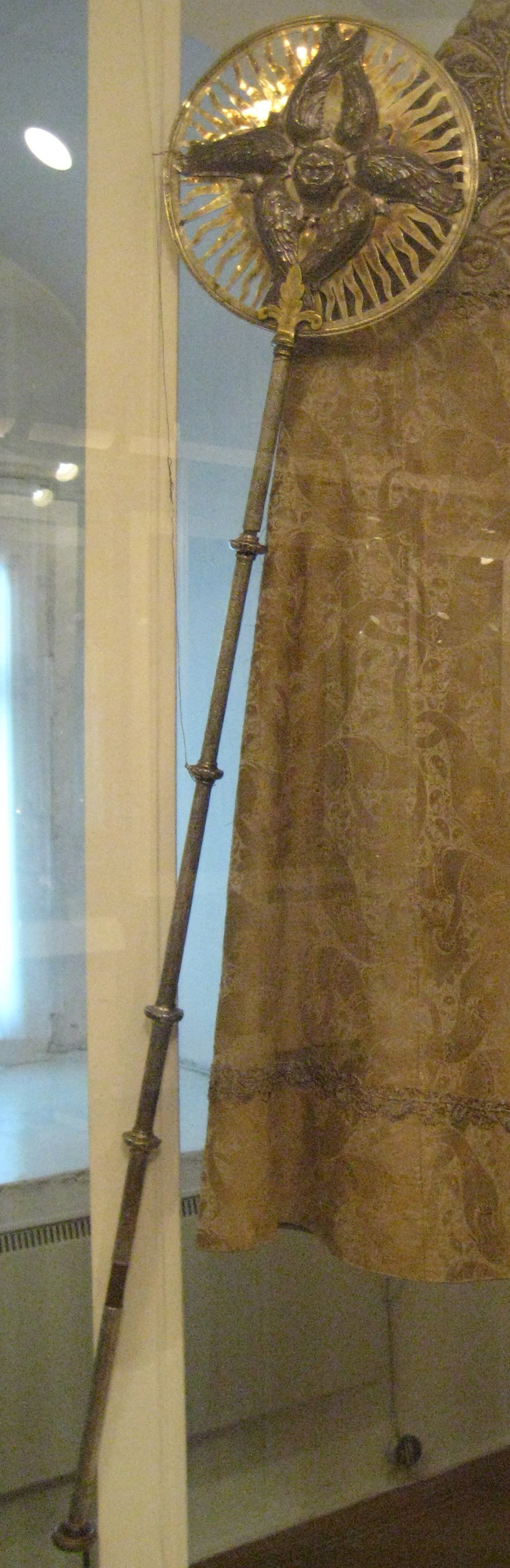
プスコフの博物館にあるリピタ（19世紀）

古代において、しばしば野外において聖体礼儀が執行されていた際に、虫から聖体を守るために輔祭が扇で聖体を煽いでいたことに由来する祭具である。時代を経て、天使が機密執行時に目に見えない形で参与している事を記念する象徴的意味合いを持つものとされた。このため、リピタにはヘルヴィムが描かれるか、もしくは彫られている。
普段は至聖所の宝座の傍らに2本1対として台座に挿して立てられる。奉神礼において必要な場面に応じて堂役がこれを取り出して使用し、この場合は2本1対を2人が分担して1本ずつ捧げ持つ。輔祭叙聖時には、叙聖された直後の輔祭が聖体の上に1本のリピタを掲げ、その上で十字を描く動作を繰り返し行う。